# Reteporella clancularia
Reteporella clancularia is een mosdiertjessoort uit de familie van de Phidoloporidae. De wetenschappelijke naam van de soort is voor het eerst geldig gepubliceerd in 1979 door Hayward & Cook.